# Небојша Јовановић (историчар)
Небојша Јовановић је српски историчар и писац.

## Биографија
У Лозници је завршио основну школу и гимназију, а у Београду је на Филозофском факултету Универзитета у Београду дипломирао, магистрирао и докторирао историју на Одељењу за историју. Годину 2003. провео је на усавршавању у Институту „Георг Екерт” у Брауншвајгu (Немачка) и истраживању у архивима у Бечу и Темишвару.
Радио у Јеврејском историјском музеју у Београду, Задужбини краља Петра Првог Карађорђевића у Тополи (Опленац), Петој београдској гимназији, а данас је уредник за историју у Заводу за уџбенике у Београду (од 2004. до 2008. године био је одговорни уредник редакције Завода за уџбенике и наставна средства). Године 2001. изабран је за директора основне школе "Вук Караџић" у Лозници, али није преузимао ту дужност због рада у Заводу и због одобрене могућности стручног усавршавања у институту "Георг Екерт" у Брауншвајгу.
Идејни је творац и уредник првих модерних уџбеника за историју у Србији (Завод за уџбенике и наставна средстава, Београд, 2001-2004), ослобођених идеологије, новог формата, у пуном колору, потпуно новог дизајна и дидактичких решења, којима су постављени стандарди за све касније уџбенике и „званичне стандарде квалитета” Министарства просвете Републике Србије (2009).
Осмислио је (2001) као уредник библиотеку "Јазон" (Завод за уџбенике и наставна средства, Београд) у којој је до сада објавио више од 50 нових наслова наше научне историографије, чији су аутори најзначајнији српски историчари (Д. Живојиновић, М. Екмечић, Б. Глигоријевић, В. Крестић, М. Спремић, Ч. Попов, М. Благојевић, Љ. Максимовић, А. Веселиновић, Р. Радић, Т. Живковић, К. Николић и др.), а који су касније добили најзначајнија домаћа признања и награде ("Светозар Ћоровић", "Књига године", "Издавачки подухват године" и др.).
Као уредник, редактор и одговорни уредник потписао је до сада више од 300 (вануџбеничких) књига, четири документарна филма и више од 600 нових уџбеника по реформисаним програмима у Заводу за уџбенике (и наставна средства) у периоду од 2001. године до данас. Учествовао је на више научних скупова – националних, међународних и са међународни учешћем. Поседује бројне домаће и стране стручне сертификате за област којом се бави. Радови су му превођени на француски, руски, румунски, мађарски и словачки језик.
Члан је Председништва Друштва историчара Србије, а члан Националног просветног савета Републике Србије био је у првом сазиву (2006-2009). Од 2015. члан је Удружења књижевника Србије.
Као резервни старешина у ЈНА и ВЈ учествовао је, као мобилисани обвезник, у ратовима на простору Југославије (1991-1999).
С породицом живи и ради у Београду.

## Награде и признања
- "Књига године 2002" Међународног сајма књига у Београду
- "Издавачки подухват године 2005" Међународног сајма књига у Београду
- Награда „Стојан Новаковић”, Београд, 2005.
- Специјално признање жирија Новосадсаког сајма књига 2005.
- "Издавачки подухват године 2006" Међународног сајма књига у Београду
- "Књига године 2008" Међународног сајма књига у Београду
- Награда „Ступље”, Бања Лука, 2020.